# پیتیاگدارا
پیتیاگدارا (به لاتین: Pitiyagedera) یک منطقهٔ مسکونی در سری‌لانکا است که در استان مرکزی (سری‌لانکا) واقع شده‌است.